# Kalifornienand
Kalifornienand (Chendytes lawi) är en förhistorisk utdöd fågelart i familjen änder inom ordningen andfåglar som förekom i västra Nordamerika.

## Beskrivning
Kalifornienanden var gåsstor och kustlevande, en gång vanlig utmed Kalifornien, Channel Islands och möjligen södra Oregon. Tidigare troddes den vara närbesläktad med dykänder som ejdrar, därav det tidigare svenska trivialnamnet jätteejder. Studier visar dock att den sannolikt var systerart till simänder i bland annat släktet Anas, varför den tilldelats ett nytt namn. 

## Utdöende
Kalifornienanden verkar ha dött ut mellan år 450 och 250 f.Kr. Benrester har hittats i fossila avlagringar och tidiga kustbelägna boplatser. De yngsta funna benlämningarna har hittats under arkeologiska utgrävningar i Ventura County och har daterats med kol-14-metoden till mellan år 770 och år 400 f.Kr. Arkeologiska data visar att arten jagats av människan under 8000 år. Den dog troligen ut på grund av jakt, predation av rovdjur och habitatförlust.

## Namn
Fågelns vetenskapliga artnamn hedrar den amerikanske biologen och bankmannen John Eugene Law (1877-1931).